# Sant Jaume de Montargull
Sant Jaume de Montargull és una església del llogaret de Montargull al municipi de Llorac (Conca de Barberà) inclosa en l'Inventari del Patrimoni Arquitectònic de Catalunya.

## Descripció
Es troba a tocar del Castell de Montargull. L'interior està format amb dues naus. L'original, on s'ubica l'entrada, és romànica, de volta de canó; en paral·lel a aquesta i separades per una arcada gòtica, es troba la segona nau d'estil gòtic, fruit d'una ampliació posterior. Aquesta segona nau està rematada per un cor. La pica baptismal de l'església de sant Jaume, és cilíndrica i té els laterals lleugerament còncaus en les seves dues terceres parts superior, i accentuadament corbats en el terç inferior. La seva decoració és llisa.

## Història
Al segle x Montargull pertanyia als Queralt, després de l'orde del Temple i al segle xiv ho tornaven a posseir els senyors de Santa Coloma de Queralt. L'església, d'origen romànic, ha estat molt modificada en èpoques posteriors.
Ja es trobava construïda durant la primera meitat del segle XII, pertanyent al bisbat de Vic, bastida com a capella del castell de Montargull. Arran del creixement de la població, va ser necessari reformar l'edifici durant el segle xiii (o principis del s. XIV), construint una nau paral·lela a la capella primigènia i una arcada per unir les dues dependències. El 1348 va rebre un llegat del testament de Pere de Queralt i de Castellnou.

Actualment no té culte, i tot i l'ensorrament general de les cases del poble abandonat a finals del segle xx, l'església es conserva gràcies a un grup de voluntaris.

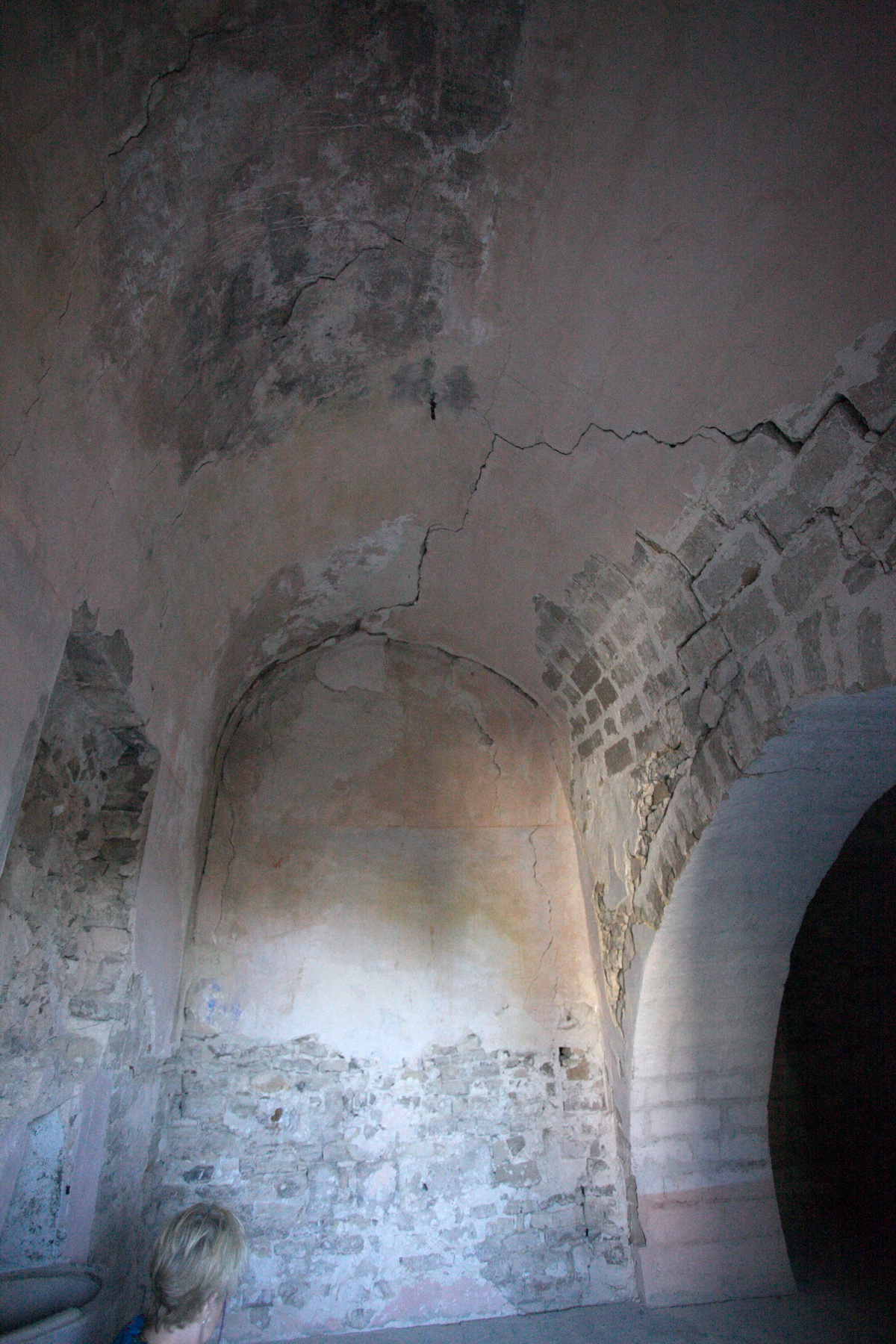
Nau romànica amb la pica baptismal a l'esquerra
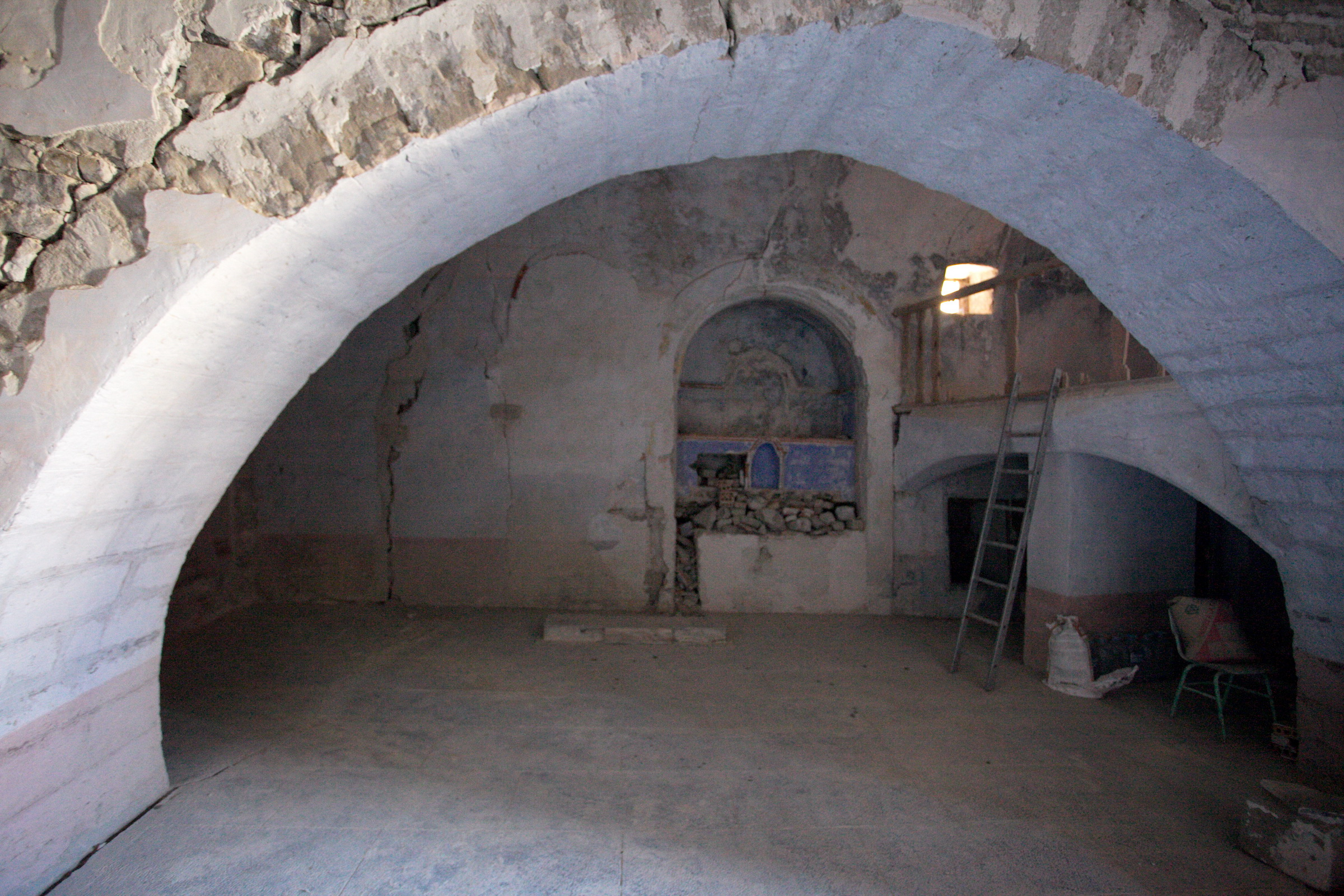
Arc gòtic que separa les dues naus
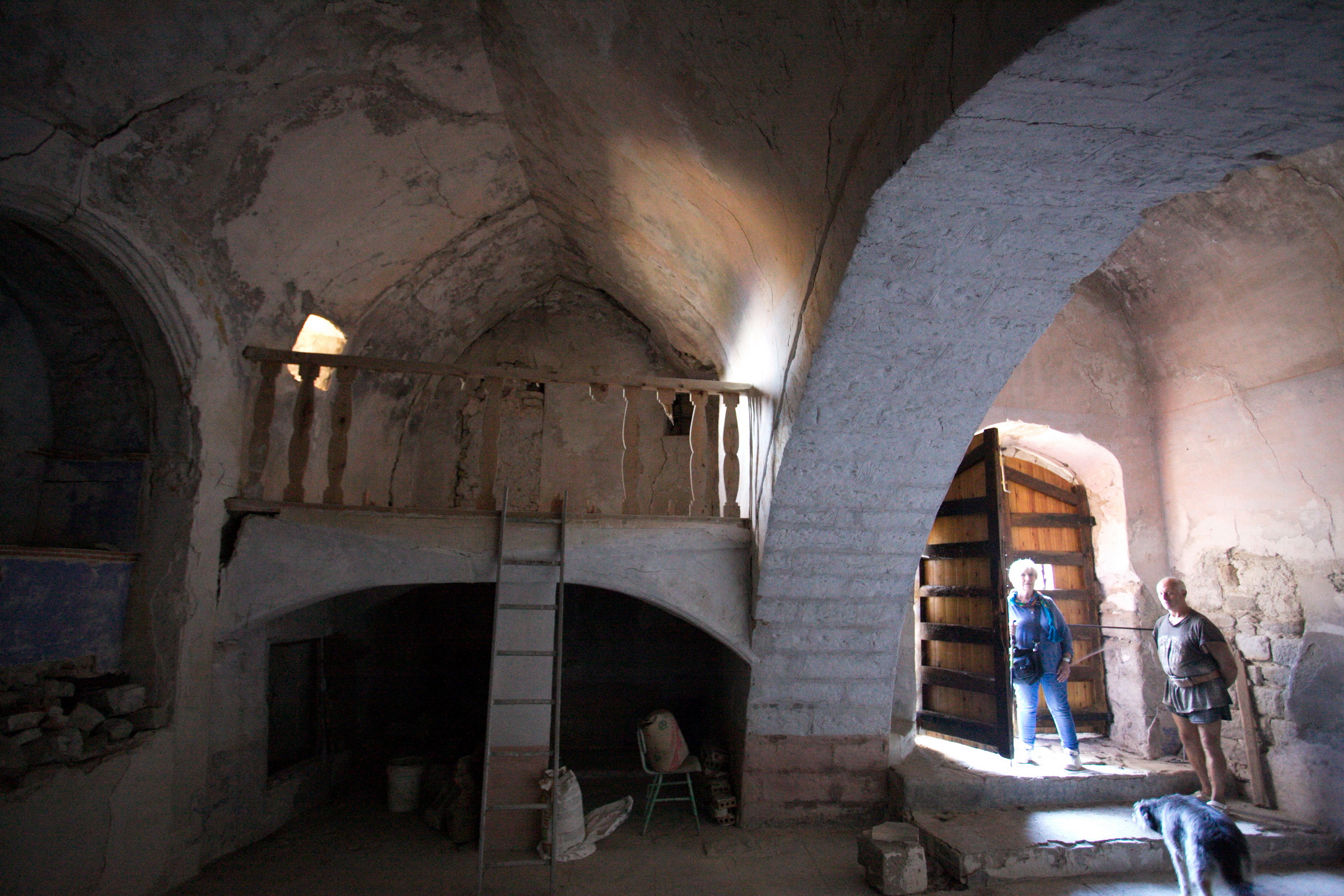
Nau d'estil gòtic amb el cor a ponent